# Клоччя, Андрей Васильевич
Андрей Васильевич Клоччя (настоящая фамилия — Левицкий; 10 [23] октября 1905, Сураж, Черниговская губерния — 8 декабря 1972, Донецк) — украинский советский писатель, литературный критик, журналист, член Союза писателей Украины.

## Биография
Сын народного учителя. Около 4 лет работал на шахтах Донбасса. В 1920-х гг. — член ВУСППа и литературной организации комсомольских писателей Украины «Молодняк». Позже — член Союза писателей Украины.
После освобождения Донбасса от немецких оккупантов в 1943 году, ему вместе с прозаиком П. Байдебурой было поручено восстановить донецкую писательскую организацию. С января 1944 года жил в Донбассе, работал заведующим отделом культуры областной газеты «Радянська Донеччина».

## Творчество
Начал печататься с 1925 года, с 1927 выступал как литературный критик, главным образом, в «Литературной газете» и журнале «Молодняк».
Первые рассказы о жизни рабочих напечатал в 1925 году. Первый сборник его рассказов «Шахтерское» («Шахтарське») написан на темы из жизни шахтеров эпохи военного коммунизма и восстановительного периода (борьба с белогвардейцами и вредителями, преодоление трудностей строительства и т. д.). Революционная романтика у писателя сочеталась с реализмом в отображении быта.
Обладая прекрасным знанием быта шахтеров и технической интеллигенции, А. Клоччя все же не мог избежать схематизма, особенно в характеристике положительных персонажей.
Кроме того, темами его произведений была жизнь первых украинских пролетарских писателей, историческая хроника революционной борьбы на Украине [1918—1919].
Автор статей и книг о донецких писателях, в том числе критико-биографических очерков «Павел Беспощадный», «Илья Гонимов», «Чистильщик», сборника статей «Вокруг свои люди», сборника рассказов «На 117 сажні», «Героика». Был одним из составителей коллективной книги поэзии и прозы «Писатели Донбасса 1917—1957».
Стоял у истоков донецкой литературной критики. Как литературный и театральный критик печатался в газетах «Советская Донетчина», «Литературная Украина», журналах «Днепр», «Донбасс» и др.
Награждён медалями СССР, медалью «За трудовое отличие» (24 ноября 1960).